# Iran na Mistrzostwach Świata w Lekkoatletyce 2019
Iran na Mistrzostwach Świata w Lekkoatletyce 2019 – reprezentacja Iranu podczas mistrzostw świata w Doha liczyła trzech zawodników.

## Skład reprezentacji

### Mężczyźni
| Zawodnik       | Konkurencja                | Preeliminacje | Preeliminacje | Eliminacje | Eliminacje | Półfinał | Półfinał | Finał | Finał   |
| Zawodnik       | Konkurencja                | Wynik         | Pozycja       | Wynik      | Pozycja    | Wynik    | Pozycja  | Wynik | Pozycja |
| -------------- | -------------------------- | ------------- | ------------- | ---------- | ---------- | -------- | -------- | ----- | ------- |
| Hassan Taftian | Bieg na 100 m              | —             | —             | 10,24 s    | 27.        | NQ       | NQ       | NQ    | NQ      |
| Mahdi Pirjahan | Bieg na 400 m przez płotki | —             | —             | 50,46 s    | 25.        | NQ       | NQ       | NQ    | NQ      |

| Zawodnik     | Konkurencja  | Kwalifikacje | Kwalifikacje | Finał   | Finał   |
| Zawodnik     | Konkurencja  | Wynik        | Pozycja      | Wynik   | Pozycja |
| ------------ | ------------ | ------------ | ------------ | ------- | ------- |
| Ehsan Hadadi | Rzut dyskiem | 64,84 m      | 5. q         | 65,16 m | 7.      |